# Michele Wallace
Michele Faith Wallace, född 4 januari 1952 i Harlem, New York, är en amerikansk feminist och författare.
Wallace är främst känd för sin kontroversiella och polemiska bok Black Macho and the Myth of Superwoman (1979). Eftersom många svarta kvinnor uppfattade kvinnorörelsen som en angelägenhet för den vita medelklassen och därför irrelevant för dem, kom hon under en tid att betraktas som den svarta feministen. Hon menade att det fanns en djup misstro mellan svarta män och svarta kvinnor, vilken delvis kunde skyllas på rasism, men även på sexualpolitik. I boken hävdar hon att svarta kvinnor behöver utveckla en egen feministisk analys som ett steg mot såväl rasmässig som könsmässig frigörelse.